# Modern Sport FC
El Modern Sport Football Club (en árabe: نادي مودرن سبورت لكرة القدم‎) es un equipo de fútbol de Egipto que juega en la Liga Premier de Egipto, la primera división nacional.

## Historia
Fue fundado en el año 2011 en la capital El Cairo con el nombre Coca-Cola FC como el equipo representante de The Coca-Cola Company con sede en El Cairo.
En la temporada 2020/21 el club logra el ascenso a la Liga Premier de Egipto por primera vez en su historia luego de ser campeón de la Segunda División de Egipto, siendo esta la última temporada en la que jugarían con ese nombre, ya que el club fue vendido a Future, una compañía de inversiones deportivas, las cuales compraron al club por 4 millones de euros y le cambiaron el nombre a Future FC.
En su primera temporada en la primera división terminan en cuarto lugar, con lo que consiguen clasificar a la Copa Confederación de la CAF 2022-23, su primer torneo internacional.
En agosto de 2023 el club pasó a tener nuevos dueños y cambió su nombre a Modern Future FC para la temporada 2023/24.

## Palmarés
- Segunda División de Egipto: 1

2020/21
- Copa de la Liga de Egipto: 1

2022

## Participación en competiciones de la CAF
| Temporada | Torneo                       | Ronda          | Club          | Casa  | Visita | Global          |
| --------- | ---------------------------- | -------------- | ------------- | ----- | ------ | --------------- |
| 2022-23   | Copa Confederación de la CAF | 1              | Bul           | 1 - 0 | 0 - 0  | 1 - 0           |
| 2022-23   | Copa Confederación de la CAF | 2              | FC Kallon     | 4 - 0 | 2 - 0  | 6 - 0           |
| 2022-23   | Copa Confederación de la CAF | Playoff        | 1.º de Agosto | 1 - 1 | 1 - 1  | 2 - 2 (3 - 2 p) |
| 2022-23   | Copa Confederación de la CAF | Fase de grupos | FAR Rabat     | 0 - 3 | 0 - 3  | 4.º lugar       |
| 2022-23   | Copa Confederación de la CAF | Fase de grupos | Pyramids FC   | 1 - 1 | 0 - 3  | 4.º lugar       |
| 2022-23   | Copa Confederación de la CAF | Fase de grupos | ASKO Kara     | 0 - 3 | 0 - 3  | 4.º lugar       |

## Jugadores

#### Plantilla: 2024-25
- Actualizado al 12 de noviembre de 2024[5]

## Entrenadores
- Tamer Mostafa (julio de 2017-junio de 2016)
- Tamer Mostafa (diciembre de 2020-septiembre de 2021)
- Ali Maher (septiembre de 2021-julio de 2023)
- Ricardo Formosinho (agosto de 2023-enero de 2024)
- Tamer Mostafa (febrero de 2024-mayo de 2024)
- Talaat Youssef (mayo de 2024-)[6]